# Monte San Biagio
Monte San Biagio ist eine italienische Gemeinde mit 6042 Einwohnern (Stand 31. Dezember 2023) in der Provinz Latina in der Region Latium.

## Name
Seit dem Mittelalter hieß der Ort Monticelli. Nach der Einigung Italiens 1861 nannte sich die Gemeinde um, um Doppelungen mit gleichnamigen Orten zu vermeiden. Der Gemeinderat entschied sich im September 1862 für den Namen Monte San Vito, der wegen weiterer Doppelungen allerdings nicht akzeptiert wurde. Ab Dezember desselben Jahres hieß der Ort zur Ehre des Ortspatrons nun Monte San Biagio.

## Geografie
Monte San Biagio liegt 124 km südöstlich von Rom, 52 km südwestlich von Latina und 130 km nordwestlich von Neapel. Der Ort liegt am Südabhang der Monti Ausoni, oberhalb der Ebene von Fondi. Zur Gemeinde gehören die Weiler Campo Marinello, Vetica und Villa San Vito, in den Bergen, sowie die Ortsteile Macchioni, Portella und Valle Marina, die in der Ebene entlang der Via Appia liegen. Die Gemeinde ist Mitglied der Comunità Montana dei Monti Ausoni ed Aurunci.
Das Gemeindegebiet erstreckt sich über eine Höhe von 1 m s.l.m. am Lago di Fondi bis 1.090 m s.l.m., dem Monte delle Fate.
Die Gemeinde liegt in der Erdbebenzone 2 (mittel gefährdet).
Die Nachbargemeinden sind Amaseno (FR), Fondi, Sonnino, Terracina und Vallecorsa (FR).

### Verkehr
Monte San Biagio liegt an der Strada Statale 7 Via Appia, die von Rom seit der Antike nach Brindisi führt. Es ist außerdem über die strada stadale SS 82 della Valle del Liri mit der A1 Autostrada del Sole, Auffahrt Ceprano, verbunden.
Der Ort hat einen Bahnhof an der Bahnstrecke Roma–Formia–Napoli.

## Geschichte

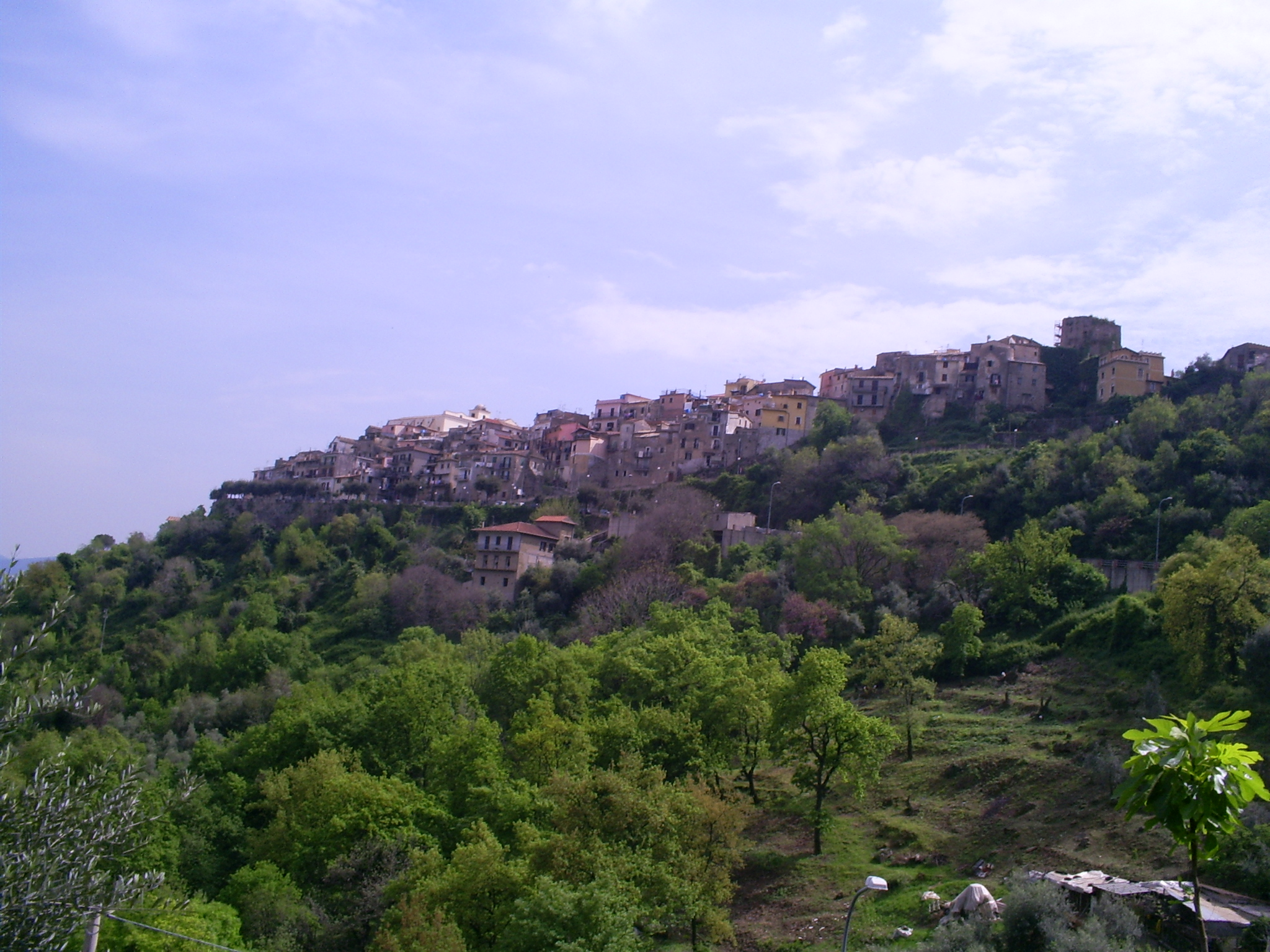
Monte San Biagio, Blick von Osten

Wie archäologische Funde beweisen, war das Gemeindegebiet schon in der Antike besiedelt. Der Mittelalterliche Ort mit dem Namen Monticelli  entstand im Gebiet des Herzogtums Gaeta, seit 934 Herzogtum Fondi.
Die erste Erwähnung eines castellum Monticelli geht auf das Jahr 1099 zurück. In dem Dokument des Klosters Montecassino wird Crescenzo Herzog von Fondi als Bewohner der Burg bezeichnet. 1145 fiel es an die Familie Dell’Aquila und als diese ausstarb 1299 an ihre Erben die Caetani. Weitere herrschten über Burg und Ort die Colonna (1494), Gonzaga (1570), Carafa (1591), Mansfeld (1690) und di Sangro (1721). Trotz der Herrscherwechsel blieb es unter Oberhoheit des Königreich Neapel mit Bedeutung als Grenzfestung zum Kirchenstaat oberhalb der Via Appia. Im Ortsteil Epitaffio ist eine Inschrift aus dem 16. Jahrhundert auf einem Grenzturm erhalten. Der Zollposten zur Kontrolle der Reisenden und ihrer Güter befand sich aber im Ortsteil Portella, wo noch heute der Grenzturm und das Tor sichtbar sind, unter dem die Via Appia verlief. Letzter Fürst von Monticelli war Giovanni di Sangro, als 1860 der Ort in das neue Königreich Italien eingegliedert wurde.
Wegen dieser günstigen Position wurde Monte San Biagio in seiner Geschichte immer wieder von Briganten heimgesucht, vor allem in den Jahren zwischen 1861 und 1870, als Latium und Rom in Italien eingegliedert wurden.
Zwischen dem 16. und dem 17. Jahrhundert erlitt Monte San Biagio große Bevölkerungsverluste durch die Malaria, da sich die Malariamücken im Tal von Fondi, das größtenteils aus Sumpfland bestand, immer weiter ausbreiteten. Im Jahre 1637 war Monte San Biagio fast unbewohnt. Dank einer starken Immigration aus dem hinteren Bergland und der Trockenlegung der Sümpfe durch die Fondanische Prinzessin Anna Carafa im Jahre 1639 wuchs die Bevölkerung wieder, bis im Jahre 1697 die Bevölkerungszahl wieder 1429 betrug.

### Herzog von Portella
Klemens Wenzel Lothar von Metternich (1773–1859), österreichischer Staatsmann, seit 1809 Außenminister, seit 1813 2. Fürst von Metternich-Winneburg, nachmals (seit 1821) Staatskanzler Österreichs, wurde am 1. August 1818 von  Ferdinand I., König beider Sizilien, zum erblichen Herzog von Portella (Duca di Portella) ernannt. Dies war zum Andenken an den Ort (Portella, den Ortsteil von Monte San Biagio an der Via Appia) gedacht, wo 1813 das österreichische Heer zuerst das Königreich Neapel betrat. Die Blutslinie der Herzöge von Portella ist mit dem Tod des Urenkels, Paul Alfons von Metternich-Winneburg (1917–1992), am 21. September 1992 in Genf erloschen.

## Bevölkerungsentwicklung
|  |

## Religion
Monte San Biagio gehörte bis zum Jahre 1818 zur Diözese von Fondi, dann zu jener von Gaeta, die im Jahre 1848 zur Erzdiözese wurde.

## Politik
Federico Carnevale (Lista Civica: Noi Per Monte San Biagio) wurde am 6. Mai 2019 zum neuen Bürgermeister gewählt und zwei Tage später bestätigt.

### Partnerstädte
- Saint-Romain-le-Puy, Region Auvergne-Rhône-Alpes
- Übersee im Chiemgau, Oberbayern seit 2008

## Söhne und Töchter des Ortes
- Andrea Carnevale (* 1961); Fußballspieler